# Drežniške Ravne
Dréžniške Ravne so gručasta vas, ki leži na terasi ob vznožju Krasjega vrha (Polovnik) na nadmorski višini okoli 560 m. Ima približno 45 hiš in 147 prebivalcev in je sestavni del občine Kobarid. Vas je razdeljena na več delov: Gornje Ravne in Spodnje Ravne ter zaselek Brdo. Vas je dostopna po cesti iz Kobarida.
Ljudje se večinoma ukvarjajo s turizmom in kmetijstvom.
Vas ima svoje narečje in seveda tudi svoje običaje, kot je npr. pustovanje. Zanimiva je arhitektura vasi: hiše so nadstropne, kobariškega tipa, z ločenim gospodarskim poslopjem in hlevom, ki je pogosto pod stanovanjskim delom. V Gornjih Ravnah se nahaja cerkev sv. Matija iz leta 1511. Okrog nje je bilo vojaško pokopališče iz 1. svetovne vojne, ki so ga Italijani preselili in posmrtne ostanke prenesli v grobnico nad Kobaridom.
Ob vasi tečejo potoki Kôzjak, Atónjk, Log in Múhrank, na katerih so bili včasih mlini, ki pa so, razen enega, opuščeni. Izvir v Tresílu daje vodo Spodnjim Ravnam, ostali imajo hišne vodovode.

## Zgodovina
Po legendi naj bi vas ustanovili pastirji, ki so bili pregnani iz doline.
Proti koncu 19. stoletja so Drežniške Ravne pogorele, nepoškodovanih je ostalo le nekaj hiš. To naj bi se zgodilo zaradi v slamo odvržene cigarete, in zaradi slamnatih streh je nato veliko hiš pogorelo.
Vas je preživela 1. in 2. svetovno vojno. Razmere za vaščane so bile težke, saj je bila fronta v prvi svetovni vojni nedaleč od vasi, posledica tega pa je bila da so morale vse družine oditi v izgnanstvo. Po koncu vojne, po vrnitvi, je veliko družin ostalo brez domov, saj je bila vas skoraj v celoti porušena.
V obeh svetovnih vojnah so boji potekali prav v bližini drežniških vasi; prav tako so nekatere vaščane vpoklicali v vojsko, večina je izgubila domove ali pa celo življenja. Obe vojni se po negatvnem vplivu na vas ne razlikujeta prav veliko.
Vas je leta 1998 prizadel potres. Poškodovanih je bilo veliko hiš, ki pa so bile do danes (konec 2012) vse obnovljene.

## Kmetijstvo
Kmetijstvo je bilo v zgodovini vasi glavna gospodarska dejavnost. Danes se s kmetijstvom ukvarja manj ljudi, saj hodijo na delo v Kobarid in drugam v Posočju.
Glavni pridelki so krompir, fižol, krmne rastline, ukvarjajo pa se tudi s pašništvom oziroma živinorejo in nabiranjem zdravilnih zelišč. Njive se nahajajo pod pobočjem, na strmejšem svetu pa so sadovnjaki in travniki. Ob hišah uspeva tudi samorodna trta.

## Turizem
Turizem se je v Drežniških Ravnah hitreje razvijati šele po potresu 1998. Danes je turizem zelo razširjen, saj ima veliko hiš apartmaje. Eden od glavnih vzrokov za razcvet turizma je pestra izbira raznih pohodnih poti, kot so Pot miru, vzponi na okoliške gore, planina Zaprikràj in drugo.
Nad vasjo pa se vsako poletje odvija tudi tabor mladih planincev v organizaciji različnih društev iz Slovenije, na katerega pridejo otroci z namenom druženja, navajanja življenja v skupini in spoznavanja kraja in okolice. Znana je tudi vsakoletna kolesarska dirka iz Kobarida.